# Antoni Biskupski
Antoni Biskupski (ur. 12 grudnia 1890 w Rogoźnie, zm. 29 maja 1930 w Gdyni) – major piechoty Wojska Polskiego II RP, powstaniec wielkopolski.

## Życiorys
Urodził się 12 grudnia 1890 w Rogoźnie, w rodzinie Franciszka i Antoniny Magdzińskich.
Ukończył gimnazjum w Rogoźnie, następnie uczył się w szkole dramatycznej w Warszawie. Po zakończeniu edukacji pracował w firmie handlowej swojego ojca. W latach I wojny światowej służył w armii niemieckiej i został trzykrotnie ranny. 
Od 1 stycznia do 1 marca 1919 organizator i dowódca batalionu rogozińskiego w powstaniu wielkopolskim. 15 lutego 1919 został mianowany podporucznikiem, a 6 marca tego roku wyznaczony na stanowisko dowódcy 1. kompanii 7 pułku strzelców wielkopolskich.
W 1923 roku był oficerem sztabu dowódcy piechoty dywizyjnej 15 Dywizji Piechoty w Bydgoszczy, pozostając oficerem nadetatowym 61 pułku piechoty. 18 lutego 1928 awansował na majora ze starszeństwem z dniem 1 stycznia 1928 i 162. lokatą w korpusie oficerów piechoty. W kwietniu 1928 został wyznaczony w 80 pułku piechoty w Słonimie na stanowisko oficera sztabowego pułku. W lipcu 1929 został przesunięty na stanowisko dowódcy batalionu. W marcu 1930 został przeniesiony na stanowisko oficera placu w Gdyni. Zmarł 29 maja 1930 w Gdyni. Pochowany został na cmentarzu parafialnym w Rogoźnie.
W rodzinnym mieście majora znajduje się ulica jego imienia.

## Ordery i odznaczenia
- Krzyż Srebrny Orderu Wojskowego Virtuti Militari nr 4738 – 1922[11]
- Krzyż Niepodległości – pośmiertnie 20 lipca 1932 „za pracę w dziele odzyskania niepodległości”[12]
- Krzyż Walecznych

## Twórczość
- Antoni Biskupski: Historja 61 Pułku Piechoty Wielkopolskiej (7 Pułku Strzelców Wlkp.). T. I: Walki powstańcze na froncie zachodnim i północnym Wielkopolski. Organizacja pułku. Bydgoszcz: Nakładem autora, 1925. Brak numerów stron w książce